# Raciborowice (województwo łódzkie)
Raciborowice – wieś w Polsce, położona w województwie łódzkim, w powiecie piotrkowskim, w gminie Moszczenica.
W latach 1975–1998 wieś administracyjnie należała do województwa piotrkowskiego.

## Integralne części wsi
| SIMC    | Nazwa            | Rodzaj    |
| ------- | ---------------- | --------- |
| 0546727 | Dworaków-Kolonia | część wsi |
| 0546733 | Pod Koleją       | część wsi |
| 0546740 | Pod Lasem        | część wsi |

## Zabytki
Według rejestru zabytków Narodowego Instytutu Dziedzictwa na listę zabytków wpisany jest obiekt:
- park dworski, pocz. XIX w., nr rej.: 383 z 22.01.1987